# Hans Mayer
Pour les articles homonymes, voir Hans Mayer.
Hans Mayer, né le 19 mars 1907 à Cologne et mort le 19 mai 2001 à Tübingen, est un chercheur en littérature allemande. Mayer a aussi été juriste et chercheur en sciences sociales. Il a également fait l'objet d'une reconnaissance internationale en tant que critique, écrivain et musicologue.

## Biographie
Hans Mayer est issu d'une famille juive plutôt aisée. À vingt ans, il découvre les textes du jeune Karl Marx et Histoire et conscience de classe du jeune Georg Lukács.
On peut le caractériser comme un socialiste et un marxiste. Il a étudié le droit, les sciences politiques, l'histoire et la philosophie à Cologne, Bonn et Berlin. Sa thèse de doctorat en 1930 était intitulée La crise de l'enseignement d'État en Allemagne. Simultanément il s'est engagé au Parti social-démocrate et a travaillé au journal le Combattant rouge (Der Rote Kämpfer).
En 1931 il a rejoint le Parti socialiste ouvrier. Il en sera écarté un an plus tard en raison de sa sympathie pour le Parti communiste d'Allemagne - opposition (KPD-O). Parce qu'il était juif et marxiste et qu'une interdiction professionnelle (Berufsverbot) a été prononcée contre lui en juillet 1933, il a fui en août 1933 en France, où il a travaillé un temps comme rédacteur en chef du Nouveau monde (Neuen Welt), le quotidien du Parti communiste alsacien. En 1934, Hans Mayer a dû fuir à Genève. Hans Kelsen et Max Horkheimer lui confient des travaux de recherche en sciences sociales. En 1935 il quitte le KPD-O. Carl Jacob Burckhardt influence à cette époque ses travaux.
Entre 1937 et 1939, Mayer a été membre du Collège de sociologie fondé en 1937 par Georges Bataille, Michel Leiris et Roger Caillois. Il y a présenté une conférence sur les sociétés politiques secrètes pendant le romantisme allemand, expliquant comment ces sociétés secrètes anticipaient déjà des symboliques nazies. Walter Benjamin et Paul L. Landsberg, exilés eux aussi, étaient également au Collège de Sociologie.
Après la Seconde Guerre mondiale, Mayer rentre en Allemagne. Les Américains le nomment rédacteur d'une émission culturelle de l'agence DENA, puis rédacteur en chef politique de Radio Francfort. 
Deux ans plus tard, avec le début de la guerre froide, il est frappé d’interdiction professionnelle.
En 1948, comme d’autres intellectuels émigrés, Bertolt Brecht, Ernst Bloch, Anna Seghers, Heinrich Mann, il choisit, avec son ami Stephan Hermlin, d’aller à l’Est, dans la future RDA, s’installe à Leipzig (au numéro 23 de la rue Tchaïkovski). Une chaire de littérature comparée à l’université Karl-Marx lui est confiée. Christa Wolf, Uwe Johnson, Heiner Müller sont parmi ses élèves. « Il y avait beaucoup d’espoir, beaucoup d’efforts, des illusions aussi », se souviendra-t-il.
Il est devenu un critique influent de la littérature allemande contemporaine. Il lui était possible de naviguer entre le monde est-allemand et ouest-allemand. À l'est, il a donné des conférences et animé des cercles de discussion, et en Allemagne de l'Ouest il a volontiers participé aux réunions du Groupe 47. Il était alors en contact avec Bertolt Brecht. Ses relations vis-à-vis des dirigeants de la RDA ont été marquées à partir de 1956 par des frictions de plus en plus fortes. En 1963, il a démissionné et après un rendez-vous éditorial à Tübingen, ce dernier n'est finalement pas retourné en RDA. En 1965, il a été nommé à une chaire de littérature allemande nouvellement créée à l'université de Hanovre. Il a occupé cette chaire jusqu'à sa retraite en 1973. Ensuite il continué à vivre en tant que professeur honoraire à Tübingen. Âgé, sa vue a fortement diminué, mais il dictait ses textes et il a publié jusqu'à la fin de sa vie. Hans Mayer était homosexuel.
Il est enterré au cimetière de Dorotheenstadt de Berlin.

## Œuvre
L'œuvre de Hans Mayer est composée de plus de quarante volumes. Il s'est intéressé dans ses analyses littéraires en particulier à Büchner, Thomas Mann, Montaigne, Robert Musil, James Joyce, Uwe Johnson, Günter Grass.
En 1935, alors qu'il était exilé, il a commencé à travailler sur Georg Büchner. 
Le dernier livre de Mayer Erinnerungen an Willy Brandt a été publié en 2001.

## Analyse critique
- En plein dans la période stalinienne, il a permis l'accès à des auteurs comme Kafka, Proust, James Joyce et Ernst Bloch.

- Mayer a été un modèle pour de nombreux jeunes auteurs, comme Uwe Johnson.
- En plein dans la période allemande des années 1940, Hans Mayer a vécu ces changements politiques comme un frein aux ambitions de la démocratie représentative, constitutive des débats issues du XIXe siècle, et de son expérimentation pendant la courte République de Weimar; par opposition à la démocratie antique selon les conceptions aristocratiques promues à l'époque des cités grecques. Mayer a ainsi vu la première partie du XXe siècle comme une pratique des institutions autour de la démocratie représentative grâce à des débats intellectuels pendant le XIXe siècle selon l'exemple du sociologue Georg Gottfried Gervinus au travers de son son étude "La démocratie en Allemagne [ en allemand:  "Die Demokratie in Deutschland"[6]]

Hans Mayer était citoyen d'honneur de Leipzig, Docteur honoris causa de l'université de Bruxelles de l'université du Wisconsin et de l'université de Leipzig, Professeur honoris causa de l'université de Pékin, titulaire de la Croix Fédérale du Mérite. Il a reçu en 1988 le prix Ernst Bloch. Il était membre de l'Académie des arts de Berlin et membre d'honneur de l'Académie des arts de Saxe. 
Hans Mayer est avec Walter Benjamin (qui faisait également partie avec lui du Collège de Sociologie) et quelques autres, un des critiques littéraires les plus marquants du XXe siècle. Peut être est-ce en raison de la concurrence que lui faisait Mayer que Marcel Reich-Ranicki a décrit la vie de Hans Mayer comme une histoire tragique, comme celle d'un homme qui n'a trouvé nulle part une patrie.

## Œuvres (sélection)

### En allemand
- Karl Marx und das Elend des Geistes. Studien zur neuen deutschen Ideologie. Westkulturverlag Anton Hain, Meisenheim am Glan 1948.
- Richard Wagner, 1959
- Zur deutschen Literatur der Zeit, 1962
- Georg Büchner und seine Zeit, 1972
- Außenseiter, 1975
- Ein Deutscher auf Widerruf, 1982
- Das unglückliche Bewusstsein - Zur deutschen Literaturgeschichte von Lessing bis Heine, 1986
- Der Turm von Babel, 1991
- Versuch über Hans Henny Jahnn, 1994
- Erinnerungen an Willy Brandt, 2001

### Traductions en français
- Thomas Mann, Presses universitaires de France, avril 1994, 598 pages  (ISBN 978-2130455981)
- Brecht et la tradition, L'Arche Éditeur, 1977  (ISBN 978-2851811691)
- La Tour de Babel. Souvenirs d’une République démocratique allemande », Presses universitaires de France, octobre 1993, 179 pages.
- Les Marginaux. Femmes, Juifs et homosexuels dans la littérature européenne, Paris, Albin Michel, 1994 & U.G.E. Bibliothèques 10/18, 1996
- Allemands et Juifs : L'assimilation révoquée Presses universitaires de France.
- Sur Richard Wagner  L'Arche Éditeur, 1997, 112 pages   (ISBN 978-2851811516)
- Walter BenjaminGallimard, 1995, 91 pages  (ISBN 978-2070741939)

## Citations
- J’ai toujours été du côté des vaincus, des marginaux, de ceux qu’on jauge.
- Aucune tentative d’accepter les monstres en tant que possibilité humaine ne peut se passer de l’utopie.
- Être juif, c'est la base de mon existence. J'ai très tôt compris que la base de la symbiose judéo-allemande appelée assimilation était fausse.

## À propos de Hans Mayer
- (de) Bénédicte Terrisse et Clément Fradin (éds.), Hans Mayer [N° spécial de la Revue germanique internationale, N° 33], Paris, Ed. du CNRS, 2021. 206 pages.  (ISBN 978-2-271-13581-0).
- (de) Volker Ladenthin: Hans Mayer und das „Unglückliche Bewußtsein“. In: Volker Ladenthin: Moderne Literatur und Bildung. Hildesheim-New York 1991. pages 136 à 162
- (de) Clemens Berger: Der späte Hans Mayer. Aspekte im Lebens-Werk eines Außenseiters, 2003 (Thèse, Vienne)
- (de) Stephan Moebius: DIE ZAUBERLEHRLINGE. Soziologiegeschichte des COLLÈGE DE SOCIOLOGIE 1937-1939 (Georges Bataille, Michel Leiris, Roger Caillois, die Geheimgesellschaft 'Acéphale' und die Wirkungen auf Foucault, Levinas, Nancy, Maffesoli, Baudrillard und Derrida). 552 pages, Constance: UVK, 2006,  (ISBN 3-89669-532-0)

## Source
- (de) Cet article est partiellement ou en totalité issu de l’article de Wikipédia en allemand intitulé « Hans Mayer » (voir la liste des auteurs).